# محمد ولد سيدي يحيى
محمد ولد سيدي يحيى هو داعية وواعظ موريتاني شهير، وأستاذ في معهد ابن عباس، يلقب بـ «كشك» موريتانيا نظرا للشبه الكبير بينه وبين الداعية المصري عبد الحميد كشك، في طريقة الوعظ التي تعتمد على البساطة وتخاطب الشرائح الأقل حظا في التعلم.
لديه مؤيدين كثر ، وقد أثر في الطبقات الهشة من المجتمع نظرا لتوصيل رسالته باللهجة المحلية (الحسانية)

## نسبه
محمد بن الشيخ محمد المصطفي، بن محمد عمار، بن سيدي يحيى، بن عبد الرحمن، بن المختار بن عيسي، بن محمد بن باب المصطف بن باب أحمد بن سيدي ببكر، من قبيلة مسومة إحدى معاقل العلم الكبيرة في موريتانيا.

## نشأته
ولد قبل استقلال الجمهورية الإسلامية الموريتانية سنة 1960م، في المنطقة الوسطى شمال مدينة كيفة. وتربى في محظرة والده التي كانت مشهورة في المنطقة بتدريس القرأن الكريم وعلومه والفقه المالكي.

## حياته
بعد وفاة والده انتقل إلى العاصمة نواكشوط عام 1978م، فالتحق بمعهد الرابطة للدراسات القرآنية ودرس فيه، فأخذ الإجازة في العلوم الشرعية.

## روابط خارجية
- صفحته على موقع إسلام ويب.
- موقعه الرسمي.